# Rolf Basten
Rolf Basten (* 1951) ist ein deutscher Cembalist und Musikreferent.

## Leben und Wirken
Nach dem Abschluss eines Kirchenmusikstudiums erwarb Rolf Basten sein Künstlerisches Staatsdiplom im Fach Historische Tasteninstrumente „mit Auszeichnung“, ebenso das Meisterklassendiplom an der Musikhochschule München, Musikhochschule Stuttgart und am Mozarteum in Salzburg. Rolf Basten war Schüler der Cembalistin Hedwig Bilgram und von 1983 bis 1987 Schüler von Kenneth Gilbert.
Früh begann seine Beschäftigung mit dem Hammerklavier und sein Interesse für das vorklassische Sonatenschaffen nach Domenico Scarlatti und vor Wolfgang Amadeus Mozart. Rolf Basten wohnt in München. Er konzertiert regelmäßig im In- und Ausland und machte zahlreiche Rundfunk- und Fernsehaufnahmen.
Während der Meisterklasse bei Kenneth Gilbert am Mozarteum in Salzburg betrieb Rolf Basten Forschungen über die Auswirkung sozialer und geistiger Entwicklungen auf die Phänomene der Schönen Künste aller Epochen.
Dies brachte ab 1992 Einladungen zu Vorträgen bei öffentlichen und geschlossenen interdisziplinären wissenschaftlichen Symposien, etwa beim Technologie-Tag in Teltow, zu Problemen der Innovation, der TU München, zum Thema Musik – Technik, zwei Welten im Gleichklang (mit dem Münchner Kammerorchester unter Alexander Liebreich), der Evangelischen Akademie Tutzing, zum Thema Zeit, beim Internationalen Chopin-Festival 2011 im Kulturzentrum im Gasteig, München und regelmäßig des Münchner Richard-Wagner-Verbands, am Trinity College (Oxford), der Sommerakademie im Haus am Waldsee, Berlin etc. Für seinen Festvortrag zum Chopin-Jahr erhielt Rolf Basten eine Auszeichnung der Polnischen Staatsregierung.
Seit 2004 gestaltet Basten seine eigene Vortragsreihe in der Münchener Galerie f5komma6. Die Themen der Vorträge setzen musikalische und außermusikalische Phänomene in Beziehung. Die Verknüpfung vieler kurzer Musikbeispiele diverser Epochen und Genres soll zur Erfahrung von Entwicklungsprozessen führen und dadurch einen Schlüssel zu Erkenntnis und Verständnis bilden.